# Trigonocaryum
Trigonocaryum es un género de plantas con flores perteneciente a la familia Boraginaceae. Comprende dos especies.

## Taxonomía
El género fue descrito por Ernst Rudolph von Trautvetter y publicado en Trudy Imp. S.-Peterburgsk. Bot. Sada 3: 278. 1875.

## Especies
- Trigonocaryum involucratum
- Trigonocaryum postratum